# Virgolândia
Virgolândia is een gemeente in de Braziliaanse deelstaat Minas Gerais. De gemeente telt 5.819 inwoners (schatting 2009).

## Aangrenzende gemeenten
De gemeente grenst aan Coroaci, Nacip Raydan, Peçanha en Santa Maria do Suaçuí.